# 아이라시

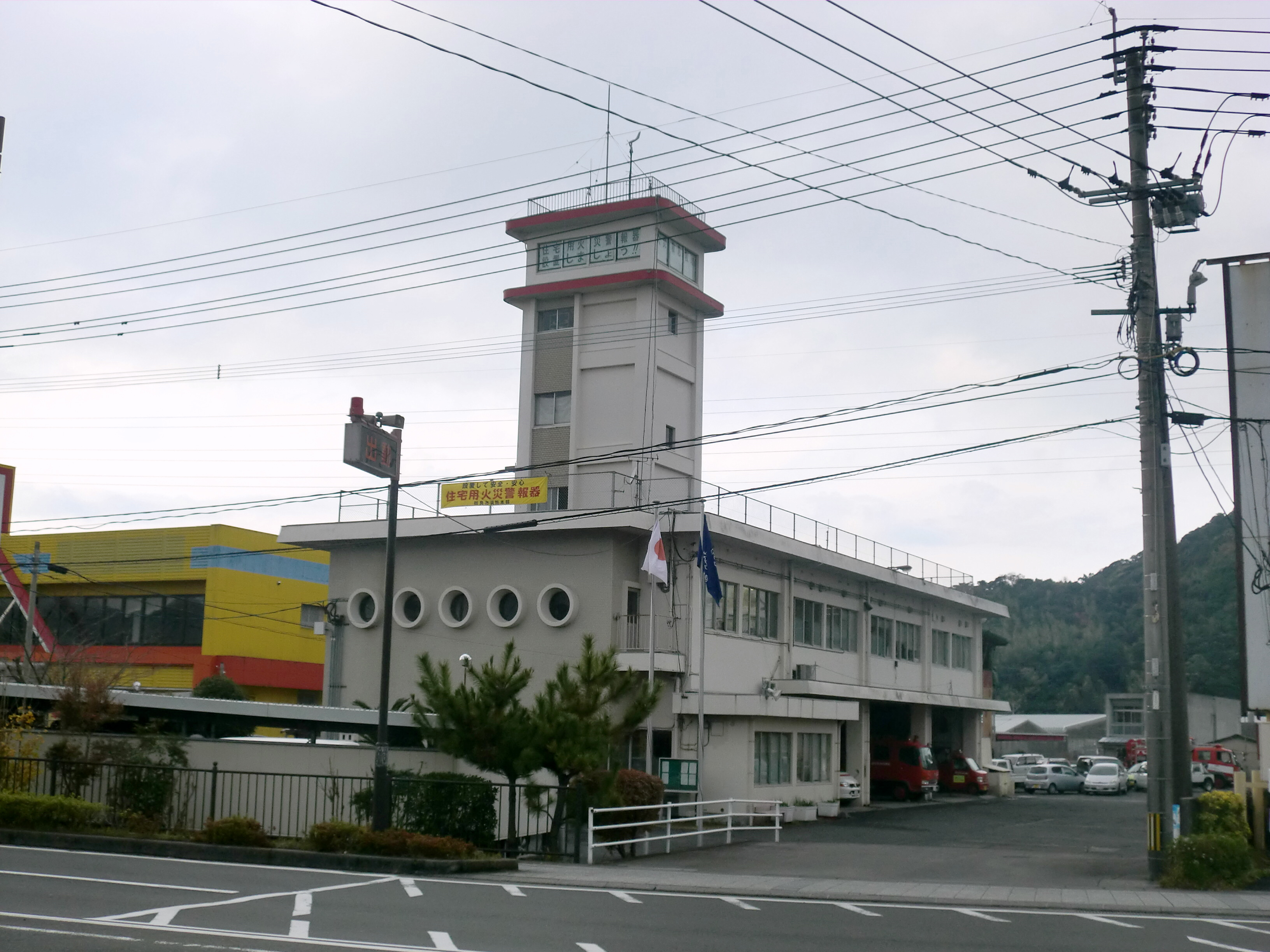
아이라시 소방국

아이라시(일본어: 姶良市)는 일본 가고시마현 중앙부에 있는 시이다. 가고시마시와 인접하여 베드타운으로 발전하고 있다.

## 인구
| 연도                       | 인구   | ±%     |
| -------------------------- | ------ | ------ |
| 1920                       | 45,008 | —      |
| 1925                       | 46,192 | +2.6%  |
| 1930                       | 48,069 | +4.1%  |
| 1935                       | 48,198 | +0.3%  |
| 1940                       | 46,749 | −3.0%  |
| 1945                       | 65,023 | +39.1% |
| 1950                       | 65,252 | +0.4%  |
| 1955                       | 62,892 | −3.6%  |
| 1960                       | 57,292 | −8.9%  |
| 1965                       | 52,891 | −7.7%  |
| 1970                       | 51,608 | −2.4%  |
| 1975                       | 55,540 | +7.6%  |
| 1980                       | 62,992 | +13.4% |
| 1985                       | 66,830 | +6.1%  |
| 1990                       | 68,789 | +2.9%  |
| 1995                       | 71,762 | +4.3%  |
| 2000                       | 73,640 | +2.6%  |
| 2005                       | 74,840 | +1.6%  |
| 2010                       | 74,817 | −0.0%  |
| 2015                       | 75,173 | +0.5%  |
| 2020                       | 76,348 | +1.6%  |
| Aira population statistics |        |        |

## 지리
가고시마현 중부에 남북 약 25km, 동서 약 24km의 범위로 펼쳐져 있다. 남동쪽 일부는 가고시마만과 접한다. 가고시마만과 접한 지역에서는 서쪽에 오모이가와강·벳푸강·아미카케강·히키야마강 등 4개의 하천이 흐르고 이러한 강의 충적평야가 합쳐져 아이라평야를 형성해 이 평야에 중심 시가지가 발달해 있다. 서쪽의 가고시마시로 통하는 해안이나 동쪽의 기리시마시와의 경계 부근 해안은 자연 해안이 남아 있지만 이외에는 매립으로 형성된 인공 해안이다. 벳푸강은 옛 가모정의 중심부였던 지역까지 고도가 낮은 평탄한 토지를 형성하고 있고 이 유역에 정비된 논지대가 펼쳐져 있다. 북부는 호쿠사쓰 화산군에 속하는 산이 늘어선 지형으로 북서쪽의 사쓰마센다이시와의 경계가 거의 센다이강 유역의 분수계를 이룬다. 이러한 산들 사이에는 벳푸강의 지류가 흐르고 이것을 따라서 몇 개의 취락이 발달해 있다. 북동쪽 기리시마시와의 사이에는 주산즈카바루(十三塚原)로 불리는 대지가 이어지는 지형으로 아가케강이나 히키야마강의 지류가 기리시마시 쪽에서 흘러든다. 남서쪽 가고시마시와의 경계에는 고도가 500m 전후인 무레가오카 연산이 있고 아이라시의 평야부 및 해안선에서 급격히 낮아진다. 무레가오카 연산의 북쪽으로 오모이가와강이 가고시마시 쪽으로 흘러들어 비교적 고도가 낮은 토지가 가고시마시와 합병한 옛 요시다정의 중심부까지 이어진다.
시 면적의 약 65%를 산림이 차지한다. 중부 평야 지대에는 정비된 논이 있고 또 북동쪽 기리시마시와 경계를 접하는 대지는 밭농사 지대가 되어 있다.
기후는 연평균 기온이 약 17도, 연평균 강수량이 약 2,200mm 정도이고 강수량의 대부분이 6월부터 9월까지 집중한다. 여름부터 가을에 걸쳐 태풍이 내습하는 일이 많다. 또 남쪽으로 20km 정도 되는 곳에 사쿠라지마섬이 있어 화산 활동 시에 북쪽으로 바람이 불면 화산재가 내리는 일이 있다.

## 인접하는 자치체
- 가고시마시
- 기리시마시
- 사쓰마센다이시

## 역사
- 2010년 3월 23일 - 아이라군 가모정·아이라정·가지키정이 합병해 아이라시가 성립했다.

## 교통

### 철도
- 규슈 여객철도 닛포 본선

### 도로
- 규슈 자동차도
- 히가시큐슈 자동차도
- 국도 10호선

## 같이 보기
- 아이라 칼데라